# Gothatea, Hunedoara
Gothatea este un sat în comuna Gurasada din județul Hunedoara, Transilvania, România. Se află în partea de nord-vest a județului, la poalele munților Metaliferi, în defileul Mureșului. La recensământul din 2002 avea o populație de 273 locuitori. Biserica de lemn din sat cu hramul „Intrarea Domnului în Ierusalim (Duminica Floriilor)” a fost construită în secolul al XVII-lea și este monument istoric.

## Lăcașuri de cult

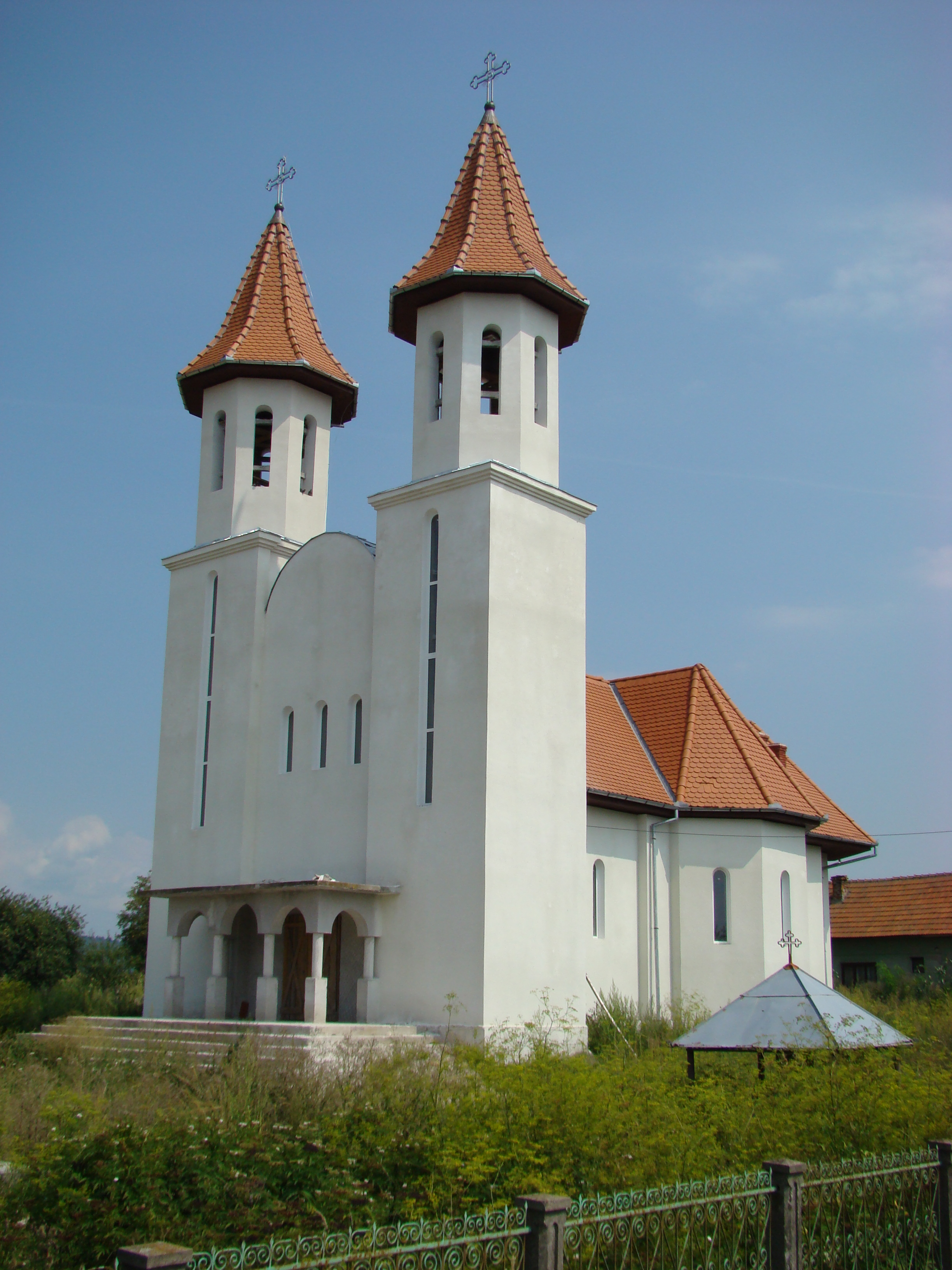
Biserica „Nașterea Maicii Domnului” din Gothatea

Biserica nouă, de zid, din satul Gothatea, cu hramul „Nașterea Maicii Domnului”, a fost construită între anii 1995 și 2010, după planurile arhitectului Alexandru Rugescu din Deva, din inițiativa preotului-paroh Ovidiu Stretean. Este un edificiu de plan dreptunghiular, cu absida pentagonală ușor decroșată; nava este prevăzută cu două absidiole laterale, de aceeași formă. Unica intrare apuseană, precedată de un pridvor deschis de zid, este străjuită de două turnuri-clopotniță impunătoare, cu terminații octogonale. La acoperirea lăcașului s-a utilizat, în exclusivitate, țigla. Inițiativa ridicării unei biserici trainice de zid, în locul celei vechi din bârne, devenită neîncăpătoare, data din anul 1936.

## Personalități
- George Nicula (1875-1862) a participat la Marea Adunare Națională de la 1 Decembrie 1918, la Alba-Iulia, în calitate de Delegat supleant al Cercului electoral Dobra. Despre acesta se cunoaște că a văzut lumina zilei, în anul 1875, la Gothatea, în familia plugarului Lazăr Nicula. A participat la Primul Război Mondial, fiind mobilizat la Regimentul cezaro-crăiesc nr. 64 Infanterie din Orăștie, pe fronturile din Galiția și Italia. Reîntors acasă, în toamna anului 1918, George Nicula a fost ales în grupul de 5 delegați supleanți care să reprezinte Cercul electoral Dobra la ratificarea Marii Uniri. Împreună cu acesta, au mai fost: Crișan Mihaiu din Ilia, Haneș Laeș din Dobra, Lazăr Vraciu din Dobra și Lazăr Ursa din Boz. Acest „făuritor de Românie Întregită”, plugar din Gothatea, s-a căsătorit cu Victoria Ilca și, împreună, au avut trei copii, pe: Lucreția, Ioanichie și Florica[1].
- ----[1] Serviciul Județean Hunedoara al Arhivelor Naționale, fondul de documente Dr. Victor Șuiaga, dosar nr. 3, fotografii ale delegaților hunedoreni la Marea Unire din 1918; Victor I. Șuiaga, Hunedorenii la Marea Unire, 1 Decembrie 1918, Deva, 1993, p. 45; Ioachim Lazăr, Hunedorenii și Marea Unire, Deva, Editura Karina, 2018, p. 156. ----